# 月田早智子
月田 早智子（つきた さちこ、1954年1月 - ）は、日本の細胞生物学者、分子生物学者。茨城県日立市生まれ。
タイトジャンクションの研究で知られる。夫はクローディンを発見した医学者の月田承一郎。2022年現在、帝京大学先端総合研究機構教授。2012年文部科学大臣表彰・科学技術賞、2015年東レ科学技術賞を受賞。

## 経歴

### 学歴[1]
- 1966年3月 - 浦和市立別所小学校卒業
- 1969年3月 - 浦和市立白幡中学校卒業
- 1972年3月 - 埼玉県立浦和第一女子高等学校卒業
- 1976年3月 - 東京大学薬学部製薬化学科卒業
- 1978年3月 - 東京大学大学院薬学系研究科修士課程修了
- 1983年3月 - 東京大学大学院医学系研究科第一基礎医学（解剖学）専攻博士課程修了

### 職歴
- 1983年4月 - 東京都臨床医学総合研究所 超微形態研究部門 研究員
- 1990年4月 - 岡崎国立共同研究機構生理学研究所 生体情報系 助手
- 1994年4月 - 京都大学医学部保健学科検査技術科学専攻 教授
- 2003年10月 - 京都大学医療技術短期大学部 看護学科 教授
- 2007年4月 - 大阪大学大学院医学系研究科 / 生命機能研究科 教授
- 2019年4月 - 帝京大学戦略的イノベーション研究センター 教授・大阪大学大学院 生命機能研究科 特任教授
- 2021年4月 - 帝京大学先端総合研究機構 健康科学研究部門 教授